# بلمید (کنتاکی)
بلمید (به انگلیسی: Bellemeade) شهری در ایالت کنتاکی کشور ایالات متحده آمریکا است که جمعیت آن در سرشماری سال ۲۰۱۰ میلادی، ۸۶۵ نفر بوده‌است.